# Гудвин-колледж
Гудвин-колледж (англ. Goodwin College) — частный колледж, находится в городе Восточный Хартфорд, в штате Коннектикут, США. Основан в 1999 году.

## История
Колледж возник в 1999 году на основе бизнес-школы, которая существовала с 1962 года. В 2004 году колледж аккредитован как вуз, осуществляющий 4-летнии образовательные программы. В 2005 году начато строительство крупного кампуса для колледжа вдоль реки Коннектикут

## Обучение
Бакалаврские программы по бизнес-администрированию, педагогики, экологии, медицине, сестринскому делу.